# Mustassalo
Mustassalo är en ö i mellersta delen av sjön Päijänne i Finland. Den ligger i kommunen Kuhmois i den ekonomiska regionen  Jämsä  och landskapet Mellersta Finland, i den södra delen av landet, 180 km norr om huvudstaden Helsingfors. Öns area är 5,08 kvadratkilometer och dess största längd är 3,5 kilometer i sydöst-nordvästlig riktning.